# 莫斯科 (肯塔基州)
莫斯科（英語：Moscow）是位於美國肯塔基州希克曼縣的一個非建制地區。

## 地理
莫斯科所處的海拔為高於海平面100米（即328英呎），而該地所採用的時區為UTC-6，即北美中部時區（CST）。同時該地設有夏令時間，為UTC-6調快一小時，即UTC-5（CDT）。